# Die Schlange mit dem Mädchenkopf
Die Schlange mit dem Mädchenkopf est un film muet allemand réalisé par Rudolf Walther-Fein sorti en 1920.

## Fiche technique
- Titre :
- Titre original : Die Schlange mit dem Mädchenkopf
- Réalisation : Rudolf Walther-Fein
- Scénario : Margarethe Schmahl
- Photographie :
- Production : Luna-Film
- Distribution : Luna-Film
- Film :  République de Weimar
- Format :NB – muet
- Durée :
- Avis de la censure :
- Première : 25 octobre 1920

## Distribution
- Hans Albers
- Ria Jende
- Anton Pointner
- Josef Reithofer
- Josef Sieber